# الدعيس (سرار)

تعديل مصدري - تعديل

الدعيس هي إحدى قرى عزلة سرار بمديرية سرار التابعة لمحافظة أبين، بلغ تعداد سكانها 141 نسمة حسب تعداد اليمن لعام 2004.